# Bucak
Bucak – miasto w południowo-zachodniej części Turcji, usytuowane w prowincji Burdur, w regionie śródziemnomorskim. 
Według danych z 2000 roku, populacja w mieście wynosiła 57 950. 

## Miasta partnerskie
- Krotoszyn